# Конвенция Совета Европы о противодействии торговле людьми
Конвенция Совета Европы о противодействии торговле людьми — международная конвенция, принятая 16 мая 2005 года и вступившая в силу 1 февраля 2008 года. На эту конвенцию также ссылается Стамбульская конвенция

## Заявленные цели
- Предотвращение и борьба со всеми формами торговли людьми, включая, но не ограничиваясь такими формами, как секс-рабство, проституция и принудительный труд, независимости от национального или транснационального характера или связи с организованной преступностью
- Помощь и защита жертвам торговли людьми и её свидетелям
- Обеспечение эффективных расследований и наказаний
- Продвижение международного сотрудничества против торговли людьми

## Члены
Конвенция ратифицирована всеми членами Совета Европы, Беларусью и Израилем.